# Von Neumannova arhitektura
Von Neumannova arhitektura — znana tudi kot von Neumannov model ali Princetonova arhitektura — je računalniška arhitektura, ki temelji na opisu iz leta 1945 Johna von Neumanna in drugih v Prvem osnutku poročila o EDVAC. Dokument opisuje konstrukcijsko arhitekturo za elektronski digitalni računalnik s sledečimi komponentami:
- Procesna enota z aritmetično logično enoto in procesorskimi registri
- Kontrolna enota, ki vključuje register ukazov in programski števec
- Pomnilnik, ki shranjuje podatke in ukaze
- Zunanji masovni pomnilnik
- Vhodni in izhodni sistem.[1][2]

Izraz »von Neumannova arhitektura« se je uveljavil za označevanje kateregakoli računalnika s shranjenim programom, v katerem se pridobivanje ukaza (ang. fetch) in izvrševanje ukaza (ang. execute) ne moreta zgoditi hkrati, ker imata skupno vodilo. To se imenuje von Neumannovo ozko grlo, ki pogosto omejuje delovanje ustreznega sistema.
Računalniki s shranjenimi programi so bili napredek v primerjavi z ročno prekonfiguriranimi računalniki ali računalniki s fiksnimi funkcijami iz štiridesetih let 20. stoletja, kot sta bila Colossus in ENIAC. Ti so bili programirani z nastavitvijo stikal.
Von Neumannova arhitektura je enostavnejša od harvardske arhitekture, ki ima en namenski niz naslovnih in podatkovnih vodil za branje in pisanje v pomnilnik ter drug niz naslovnih in podatkovnih vodil za pridobivanje ukazov.
Večina sodobnih računalnikov uporablja isti mehanizem za shranjevanje podatkov in ukazov, vendar imajo predpomnilnike med procesorjem in pomnilnikom. Pri predpomnilnikih, ki so najbližje procesorju, pa imajo ločene predpomnilnike za ukaze in podatke, tako da se za večino prenosov ukazov in podatkov uporabljajo ločena vodila.